# سيباستيان بلفور
سيباستيان بلفور (بالإنجليزية: Sebastian Balfour)‏ هو مؤرخ وبروفيسور بريطاني، ولد في 1941.